# Caves
Caves é uma comuna francesa na região administrativa de Occitânia, no departamento de Aude. Estende-se por uma área de 9,13 km². Em 2010 a comuna tinha 899 habitantes (densidade: 98,5 hab./km²).